# Округ Хрудим
Округ Хрудим (чеш. Okres Chrudim) је округ у Пардубичком крају, у Чешкој Републици. Административно средиште округа је град Хрудим.

## Становништво
Према подацима о броју становника из 2012. године округ је имао 104.371 становника.